# Pentax MV
Pentax MV — малоформатный однообъективный зеркальный фотоаппарат, производившийся фирмой Asahi Optical Co (позже Pentax Corporation) с 1979 (по другим данным 1980) до 1982 года в чёрном исполнении.

## Основные характеристики
- Работа только в режиме приоритета диафрагмы.
- Задержка спуска отсутствует.
- Блокировка экспозамера отсутствует.
- Затвор электронно-управляемый из металлических шторок с вертикальным ходом 1 — 1/1000 сек, В.
- Ручная протяжка плёнки
- Питание 2 x 1.5 Вольта (A76, SR44, LR44).
- Встроенный экспонометр.
- Выдержка синхронизации — 1/100 с.

## Совместимость
Как и любая другая камера Pentax оснащенная байонетом K, MV не может управлять диафрагмой объективов без кольца диафрагм. С объективами, имеющими на кольце диафрагм положение «А», необходимо использовать положения с числовыми значениями.